# Jeranos
Jeranos – wieś w Armenii, w prowincji Gegharkunik. W 2011 roku liczyła 5479 mieszkańców.